# برتی دنایر
برتی دنایر (انگلیسی: Bertie Denyer؛ ۹ آوریل ۱۸۹۳ – ۱۹۶۹ (۷۵−۷۶ سال)) بازیکن فوتبال بود.
از باشگاه‌هایی که در آن بازی کرده‌است می‌توان به باشگاه فوتبال وستهام یونایتد اشاره کرد.
وی همچنین در تیم ملی فوتبال England Schoolboys بازی کرده‌است.